# Peter Scheemakers
Peter Scheemakers, flamski kipar, * 1691, Antwerpen, † 1781, Antwerpen.
Njegov brat, Henry Scheemakers, in njegov sin, Thomas Scheemakers, sta bila tudi kiparja.